# Mathieu Crickboom
Mathieu Crickboom (Verviers, Lieja, 1871 - Brussel·les, 1947) fou un violinista belga el 1895 establert per uns anys a Barcelona, on influí en la música catalana de l'època.
La tardor de 1896 es trobà amb el contratemps que li fallaren els músics que necessitava per complir els compromisos contrets amb la Societat Catalana de Concerts, i aconseguí que el vinguessin a ajudar uns amics de Brussel·les: el violinista Eugène Ysaÿe, el compositor Ernest Chausson, el director de l'Òpera de Brussel·les, Guillaume Guidé, i el violoncel·lista Henri Gillet. Tots ells, acompanyats per Granados i pel mestre Morera, s'aplegaren un dia al Cau Ferrat de Sitges, en una tarda memorable que permeté escoltar autors nous com Gabriel Fauré, Max Bruch, Saint-Saëns i el mateix Chausson. També Granados va obsequiar als amics fent-los escoltar fragments de la sarsuela María del Carmen.
Més tard forma un trio amb Granados i Pau Casals i, l'any 1897, funda la Societat Filharmònica de Barcelona, amb músics procedents de l'anterior "Societat Catalana de Concerts", i a més tingué alumnes com en Lluís Pichot Gironès.
A Barcelona interpreta el cicle sencer de les sonates de Beethoven amb el pianista belga Arthur De Greef. El 1905 fou nomenat professor de violí dels conservatoris de Lieja (1910) i de Brussel·les (1919) on tingué, entre altres alumnes, el turc d'origen armeni Haig Gudenian i, els catalans Marià Perelló, Antoni Brosa i Vives i Vicenç Vellsolà i Aymerich.